# Actio Publiciana
Powództwo publicjańskie (łac. actio Publiciana) – powództwo przysługujące posiadaczowi rzeczy w dobrej wierze, znajdującemu się na drodze do zasiedzenia, o jej wydanie lub o zaniechanie naruszeń. Konstrukcja tego środka, odmiennie niż przy roszczeniach posesoryjnych, zakłada przyjęcie fikcji prawnej, że posiadacz rzeczy jest równocześnie jej właścicielem. Środek taki zaliczany jest do ochrony petytoryjnej.

## Actio Publicianaw prawie rzymskim
Actio publiciana wywodzi się z prawa rzymskiego, gdzie stanowiła pretorski odpowiednik rei vindicatio – była zatem actio utilis i należała do powództw rzeczowych o charakterze arbitralnym. Nazwa skargi pochodzi od imienia pretora rzymskiego z I w. p.n.e. – Publiciusa.

Digesta 6,2,1 Ulpian Domitius: Powiada pretor: "Temu kto żąda tego, co wydał mu na podstawie słusznej przyczyny niewłaściciel, a czego jeszcze nie zasiedział, powództwa udzielę".

Przysługiwała właścicielowi bonitarnemu lub posiadaczowi w dobrej wierze, znajdującemu się na drodze do zasiedzenia (usucapio), który utracił rzecz.

Digesta 6,2,17 Neratius: Skargi publicjańskiej nie wymyślono, aby można było odebrać rzecz właścicielowi; po pierwsze przemawia za tym słuszność, po wtóre zaś ekscepcja "o ile dana rzecz nie jest własnością posiadacza": lecz raczej, aby ten kto rzecz kupił w dobrej wierze i na tej podstawie nabył posiadanie, utrzymał ją.

Actio Publiciana należała do actiones fcticiae, gdyż opierała się na fikcji, że w odniesieniu do powoda upłynął już czas potrzebny do nabycia własności przez zasiedzenie.

Gaius, Institutiones, IV,36: [...] Przyznaje się to powództwo temu, komu wydano rzecz na słusznej podstawie i nie nabył jej jeszcze przez zasiedzenie, a dochodzi jej utraciwszy posiadanie. Ponieważ nie może twierdzić, że jest jego własnością kwirytarną, przyjmuje się fikcję, iż rzecz zasiedział i w ten sposób pozywa, jak gdyby stał się właścicielem na podstawie prawa Kwirytów [...].

Właściciel bonitarny mógł użyć skargi publicjańskiej przeciwko wszystkim z wyjątkiem właściciela kwirytarnego, jeżeli podniósł on odpowiedni zarzut (exceptio iusti dominii). Powód mógł z kolei w replice udowodnić, że sporną rzecz nabył od właściciela a ten mu ją wydał (replicatio rei venditae et traditae).
Ochrona posiadacza wynikająca z actio Publiciana była względna – skuteczna była jedynie przeciwko gorzej uprawnionym, tj. tym którzy nabyli posiadanie rzeczy później (w myśl zasady prior tempore, potrior iure), lub nie nabyli jej od innego nabywcy (w myśl zasady in pari causa possessor potrior haberi debet – w równej sytuacji lepsze jest stanowisko posiadacza).
Ponadto ze skargi publicjańskiej mógł korzystać właściciel kwirytarny, jeżeli łatwiej mu było udowodnić, że ma posiadanie prowadzące do zasiedzenia, niż wykazywać, że przysługuje mu prawo własności.
Odpowiedzialność pozwanego za pobrane pożytki oraz powoda z tytułu poczynionych przez pozwanego nakładów na rzecz ukształtowana była identycznie jak w rei vindicatio.

## Powództwo publiciańskie współcześnie
W polskim prawie actio publiciana współcześnie nie występuje. Obecna jest natomiast w prawie austriackim (Klage aus dem rechtlich vermuteten Eigentum).